# Sara Mortensen
Sara Mortensen, (Paris, 10 de dezembro de 1973) é uma atriz franco-norueguesa. Ela é conhecida por ter desempenhado o papel de Coralie Blain de 2012 a 2019 na série de televisão Plus belle la vie e, desde 2019, o de Astrid Nielsen, uma documentalista autista especialista em criminologia, na série policial Astrid et Raphaëlle.
Ela também participou da coleção de filmes policiais de TV Les Mystères de... no papel recorrente da Capitã Emma Thélier em 2019 e 2021, e ela estrela com Gil Alma na minissérie dramática L'Abîme em 2023.

## Biografia

### Juventude
Sara Mortensen nasceu em 10 de dezembro de 1979 em Paris.

### Família
Sara Mortensen é filha de um artista plástico e de Elisabeth Mortensen, atriz, professora e diretora de teatro. Ela fala francês, norueguês e inglês.

### Treinamento
Após a Escola Bilíngue Internacional e um ano de hipokhâgne e um mestrado em história. Ela ingressou no curso Florent aos 21 anos, de 2001 a 2004 e realizou um curta-metragem: Facteur chance.

### Carreira
Atua no teatro, na televisão e no cinema, nas séries: Engrenages, Mulheres da Lei (2008), Joséphine, Anjo da Guarda (2014), Clem (2015) e no cinema em 15 anos e meio ( 2008), Um homem e seu cachorro (2009), 30ª Cor (2012), Os Três Irmãos: O Retorno (2014), Vicky (2015), Boa Sorte Argélia e O Ideal (2016) de Frédéric Beigbeder. Em 2016, ela é Cindy, cozinheira e roqueira, na 2ª temporada de Chefs e depois Kristina em Ele já tem seus olhos. Em 2017, interpretou uma policial na 2ª temporada de Contact, na TF1, depois em 2018 e 2019, nos filmes para TV Les Mystères de la basilique (com Isabel Otero), depois em <i id="mwWQ">Les Mystères du Bois Galant</i> e Les Mystères de l'école da gendarmaria, no France 3, de 2018 a 2020.
Em julho de 2019, sua participação no Plus belle la vie foi interrompida e substituída por Coralie Audret. Sara Mortensen foi apoiada durante este doloroso episódio por vários atores importantes da novela. Ela se torna Astrid Nielsen, uma documentalista autista, na série policial Astrid e Raphaëlle, com Lola Dewaere, e sua mãe Elisabeth Mortensen, no papel da mãe de Astrid.

### Vida privada
Ela é a companheira de Bruce Tessore, Nicolas Berger em Plus belle la vie, que conheceu durante as filmagens da série.
Ela tem um filho de uma união anterior.

## Filmografia

### Cinema
- 2008: 15 ans et demi de François Desagnat et Thomas Sorriaux: Barbara
- 2008: Un homme et son chien de Francis Huster
- 2012: 30° Couleur de Lucien Jean-Baptiste et Philippe Larue: A acadêmica loira
- 2014: Les Trois Frères : Le Retour de Didier Bourdon, Bernard Campan et Pascal Légitimus: Esposa do casal Miss Moss
- 2015: Good Luck Algeria de Farid Bentoumi: Diretora financeira do fabricante de equipamentos
- 2015: Vicky de Denis Imbert: Pauline
- 2016: Et pourquoi pas ? de Nicolas Fay et Blanche Pinon (court métrage): Virginie
- 2016: Il a déjà tes yeux de Lucien Jean-Baptiste: Kristina
- 2016: L'Idéal de Frédéric Beigbeder
- 2017: Honni soit qui mal y pense de Sarah-Laure Estragnat (court métrage): A quarta mulher
- 2017: La Deuxième Étoile de Lucien Jean-Baptiste: Brigitte, a scoring girl
- 2018: Pupille de Jeanne Herry: A mulher com o rosto emaciado
- 2021: Déflagrations de Vanya Peirani-Vignes: Camille

### Televisão

#### Programas de televisão
- 2007: Paris, enquêtes criminelles: A assistente Magalie (1ª temporada, episódio 7)
- 2008: Engrenages: Marina Soltes (2ª temporada, episódio 2)
- 2009: La vie est à nous: Elsa (7 episódios)
- 2009: Femmes de loi: Helle (temporada 9, episódio 6)
- 2009: Palizzi (2ª temporada, episódio 42)
- 2011: Victor Sauvage: Isabelle (1ª temporada, episódio 3)
- 2011: Le Jour où tout a basculé: Maud (1ª temporada, episódio 56)
- 2012: Duo: Valérie Marauni (3 episódios)
- 2012-2019: Plus belle la vie: Coralie Blain #1 (261 episódios)
- 2013: VDM, a série (3 episódios)
- 2015: Joséphine, ange gardien: Amélie Spontini (16ª temporada, episódio 4)
- 2016: Chefs: Cindy (2ª temporada, 8 episódios)
- 2017: Contact: Louise Martel (4 episódios)
- 2017: Nina: Clara (3ª temporada, episódio 9)
- 2017: On va s'aimer un peu, beaucoup...: Kim Rufo (1ª temporada, episódio 8)
- 2019: Cassandra: Chloé Vannier (3ª temporada, episódio 3)
- 2019-em andamento: Astrid e Raphaëlle: Astrid Nielsen (33 episódios)
- 2020: Il a déjà tes yeux: Kristina (2 episódios)
- 2020: L'Art du crime : Estelle Domani (4ª temporada, episódio 2)
- 2021: Crimes parfaits: Solène Guillou (3ª temporada, episódio 11: Sur un arbre perché)
- 2022: Tropiques criminels: Sandra Gauthier (3ª temporada, episódio 3)
- 2023: L'Abîme: Elsa Lacaze
- 2023: Cannes police criminelle por Camille Delamarre: Delphine Devilly (episódio 1: Bienvenue à Cannes)

#### Filmes de TV
- 2010: 4 garçons dans la nuit: Hélène Caron
- 2011: Ni vu, ni connu: Martine
- 2013: Le Déclin de l'empire masculin: Armelle
- 2018: Les Mystères de la basilique (coleção "Les Mystères de..."): Émilie
- 2019: Les Mystères du Bois Galant (coleção "Les Mystères de..."): Emma Thélier
- 2021: Les Mystères de l'école de gendarmerie (coleção "Les Mystères de..."): Emma Thélier
- 2022: Le Saut du diable 2 : le Sentier des loups de Julien Seri: Gabrielle Martinot
- 2023: Meurtres à Bayeux de Kamir Aïnouz: Clara Leprince